# Korolivka, Iemilciîne
Korolivka (în ucraineană Королівка) este un sat în comuna Stepanivka din raionul Iemilciîne, regiunea Jîtomîr, Ucraina.

## Demografie
Componența lingvistică a localității Korolivka
     Ucraineană (98,84%)
     Alte limbi (1,17%)
Conform recensământului din 2001, majoritatea populației localității Korolivka era vorbitoare de ucraineană (98,84%), existând în minoritate și vorbitori de alte limbi.